# Rag Doll
För andra betydelser, se Ragdoll.
Rag Doll är en låt av Aerosmith skriven av Steven Tyler, Joe Perry, Jim Vallance och Holly Knight. Låten släpptes som den fjärde singel 1988 från albumet Permanent Vacation (utgivet 1987). Låtens text skrevs främst av Tyler, och Vallance och Perry för musiken. Titeln på låten var ursprungligen Rag Time, med producenten John Kalodner tyckte inte om titeln och bad Knight ändra titeln, som då istället blev Rag Doll. Musikvideo till låten växlar mellan att visa Aerosmith på en konsert i Johnson City och i New Orleans.